# Los Llopis
Los Llopis — первая кубинская рок-группа. Первая испаноязычная рок-группа, добившаяся международного успеха. Родоначальница стиля «пачанга». Существовала во второй половине 1950-х до середины 1960-х. Распалась из-за внутренних конфликтов.

## Предыстория
В начале 1950-х братья Льопис (Франсиско и Мануэль) уехали с Кубы в США, чтобы учиться на инженеров. Однако вместо изучения наук они больше внимания уделяли прослушиванию популярной американской музыки, попутно изучая игру на гитаре и некоторых других инструментах. В 1951 году так и не добившихся особых успехов в университете они возвратились домой, привезя с собой как современные музыкальные инструменты, так и новые ритмы и мелодии. В какой-то момент их любительские выступления услышал Хосе Антонио Рохас, который в то время уже был известным композитором и исполнителем. Хосе познакомил братьев с саксафонистом Лео Торресом и пианистом Фелипе Дульсайдесом. В результате появился квартет с названием «El Cuarteto Llopis-Dulzaides», который в последствии станет основой для группы Los Llopis.
Квартет играл в различных клубах Гаваны. Основой репертуара были интерпретации популярных шлягеров того времени, но с латиноамериканской аранжировкой. Собственные оригинальные композиции в основном были написаны в таких стилях как болеро. В 1954 году в США появились первые исполнители рок-н-ролла, такие как Билл Хейли и Элвис Пресли. Богатые американские туристы всё чаще заказывали именно рок-композиции. Первыми на этот заказ откликнулись различные оркестры такие как Castro Brothers, Aragonó и Sonora Matancera, при чём уже эти коллективы старались исполнять популярные шлягеры с кубинским колоритом и латиноамериканскими мотивами. Фелипе Дульсайдес, музыкальные вкусы которого были больше ориентированы на североамериканский джаз, покинул группу и в 1956 году сформировал свой собственный коллектив Los Armonicos.

## История группы
После распада квартета братья Льопис какое-то время играли на различных семейных вечеринках. На одном из таких мероприятий их услышал местный радиоведущий, который пригласил их на своё радио-шоу Radio Progreso’s Seven Thirty Show (Гавана) в феврале 1957 года, где и прошла презентация нового квартета, а несколько позже, благодаря своему успеху на радио, музыканты получили приглашение на местное телевидение.
В 1956 году братья Льопис знакомятся с Ласаро Маноло Вега, который отличался высоким (более 2 метров) ростом и эффектной внешностью, которого они приглашают в свой проект. В результате чего формируется классический состав коллектива: Франсиско «Фрэнк» Льопис (аранжировка, гитара), Мануэль «Нооло» Льопис (бэк-вокал, гитара), Лео «Леандро» Торрес (саксофон, фортепиано, аккордеон) и Ласаро Маноло Вега (вокал). Также в первом составе был Хавьер Дульсайдес, двоюродный брат Фелипе Дульсайдеса, о чём упоминает Тони Пинелли. Хавьер был перкуссионистом, но позже он покинул группу и перкуссией во время выступлений или записи занимался кто-либо из других музыкантов.
Первые записи сделаны на кубинской студии Discos Meca и состояли, в основном, из латиноамериканских танцевальных номеров. Качество записи было достаточно низким из-за чего было принято решение отправится в Мексику. Самым успешным номером с первого альбома было болеро «No Pidas Más Perdón», которое произвело большое впечатление на слушателей, благодаря оригинальности интерпретации популярной мелодии, которая, например, включала звуки и эффекты в гавайском стиле, которые Фрэнк наложил на свою гитару. В Мексике на лейбле Peerlesse был не столько записан новый материал, сколько отредактирован первый LP, выпущенный на Кубе с минимальными изменениями в аранжировке. Несколько позже на волне успеха рок-музыки в Латинской Америки группа записывает второй LP — «Rockabilidad», который состоял из 12 новых песен. Пластинка появилась в продаже в начале 1959 года. Благодаря содержанию диска и его успеху, Los Llopis считаются первой группой, записавшей Рок альбом на испанском. Любопытно, что из 12 композиций с их второго LP наибольшего успеха добилась единственная не рок-песня под названием «La Pachanga».
В конце 1950-х на Кубе вспыхивает революция, которую музыканты Лос Льопис не приняли. Хотя к ним были выгодные предложения вернуться, они не только отказались, но и заключили контракт с неким испанским бизнесменом, который вывез группу в Мадрид в конце 1959 года. В Испании через Андреса Мачадо, агента звукозаписи Белтера, они подписывают контракт с лейблом Zafiro на котором записывают за одно утро 12 песен, которые были выпущены в Испании в 1960 году в виде трёх EP и одного LP. Это версии песен, ранее записанных на Кубе и в Мексике, но добившихся заметного успеха в Испании, особенно с «Estremécete», которая оставалась номером один в программе «Discomania» Рауля Матаса в течение нескольких недель.
Испанский период Los Llopis подробно описан в интервью Хосе Луиса Альвареса из Cocodrilo Record, которое он дал для сайта «Estroncio90» 09.08.2009г. Вот небольшой фрагмент
«Корреспондент:… действительно ли LOS LLOPIS записались первыми на КУБЕ и они были первыми, кто сделал рок-н-ролл на испанском языке?
Хосе Луис Альварес: Да, но надо сказать, что они сделали это не специально. В то время они были одной из многих групп, которые создавали музыку для вечеринок и танцев, а поскольку влияние музыки США в то время на островах было очень сильным, публика начала спрашивать новую музыку, поэтому они начали создавать версии рок-н-ролльных хитов на испанском языке. Я думаю, что первой была ESTREMECETE (Все встряхнули Элвиса), и они играли рок, а также LA PACHANGA, которая была одной из первых их песен, дошедших до Испании.
Появление этого альбома удивило их друга на радио, и тот отправил копию авторитетному человеку в Мадриде. Тот поговорил с нужным менеджером, и вскоре после того, как они выступили в МАДРИДЕ в ночном клубе „ФЛОРИДА“, кто-то рассказал об этом сотруднику звукозаписывающей компании BELTER, который пытался нанять группу для записи на этом лейбле, но лейбл из Барселоны не заинтересовался предложением, и поэтому он предложил её фирме, распространявшей пластинки Белтера в Мадриде, „SAPPHIRE“.

Один из директоров этого лейбла, Дон Луис Сагивела, поехал к ним (для самым младшим я должен сказать, что он настоящая легенда испанской лирической музыки, вы можете найти его поющим ZARZUELA на бесчисленных альбомах со своим отцом ЛУИСОМ САГИ БАРБА), и представьте, как далёк был Дон Луис от музыки, которую он ходил слушать, но, несмотря на это, он согласился нанять группу и за 7500 песет был заключён контракт без каких-либо дополнительных гонораров или чего-либо ещё, и появилась пластинка, включающая самое важное…»
Группа долгое время находилась и записывалась в Испании, на испанском языке из-за чего некоторые воспринимали её именно как испанскую. В результате возник парадокс. В некоторых сегментах википедии главный хит Лос Льопис «Пачанга» описывается как латиноамериканский, что логично так как был записан в Мексике кубинской группой, но в латиноамериканском регионе Пачанга имела ограниченную популярность, зато в Европе это был заметный хит. О выступлениях и деятельности группы в Испании можно прочитать у Хулио Сида.
По прибытии в испанскую столицу Los Llopis столкнулись с препятствием: они не смогли объяснить источник того испанизированного рока, который они исполняли. Почему? Ну, потому что Франко не нравились похотливые движения Элвиса Пресли, обтягивающие штаны и волосы на лбу. Он считал это вредным для традиционного духа, который он хотел сохранить на своей земле. Без какого-либо официального запрета кумир молодёжи половины мира был демонизирован режимом Франко до такой степени, что никто не крутил его по радио и не продавал его записи. Однако те или иные интерпретации музыки тайно распространялись среди молодёжи, которая очень легко их опознавала. Первое, что Элвис Пресли услышал в Испании открыто, были версии, которые популяризировала Los Llopis. Они могли быть хорошими, блестящими или плохими, но именно они сделали короля рок-н-ролла известным среди широкой публики Пиренейского полуострова.
Успех в Испании у группы был таким, что коллектив получил возможность выступить в престижном зале «Пасапога» («Pasapoga»), а позже получал приглашения на выступления в дорогих ночных клубах.
В какой-то момент коллектив начинает активно гастролировать по всему миру. В 1964 группа осела в Перу и записала на лейбле Virrey несколько альбомов, которые, впрочем, состояли из старого материала с минимальными изменениями в аранжировке. В конце своей карьеры группа переезжает в США, но там уже появилось много групп и исполнителей, которые исполняли композиции в латиноамериканском стиле. В конечном итоге группа распадается. Большинство музыкантов продолжили играть в различных проектах, однако исполнялся как правило старый материал из-за чего эти проекты особого успеха не имели. В качестве любопытной шутки был распространён слух о том, что распад группы произошёл, когда самолёт, на котором они путешествовали, исчез во время тура, когда он пролетал над знаменитым Бермудским треугольником. В реальности группа распалась по причине внутренних противоречий.
Лео скончался в ноябре 2005 года от сердечного приступа. Большинство бывших участников проекта проживало между Флоридой и Калифорнией. Единственный музыкант, который не только продолжил выступление, но при этом был весьма успешен был Маноло Вега, который, например, в том же 2005 году выпустил свой компакт-диск «Hoy Como Ayer» с 14 песнями в стиле «романтическая гуарача», как он сам это определил.
Влияние творчества Los Llopis на мировую рок-музыку в целом и на испаноязычную рок-музыку в частности отмечали такие авторы как Александр Вяль в своей статье для портала zvuki.ru "Испанский рок. Часть I. Конец 50-х — 60-е гг.
От Чака Берри на кастильском до «Mamy Blue»: как испанский рок вышел из подполья на международный уровень." Испанская радиостанция Rtve в рамках проекта «История поп-музыки на испанском языке» выпустила 14.10.2012 программу, посвящённую группе Los Llopis и её влиянию на рок-музыку на испанском языке. Испанские исследователи Эктор Фоус и Фернан дель Валь называют «Los Llopis» одной из латиноамериканских групп, которые имели фундаментальное значение для распространения рок-н-ролла в Испании.

## Дискография (выборочно)

### Некоторые композиции
Хотя группа записала много альбомов в четырёх странах, песни на пластинках часто дублировались, а аранжировки мало отличались от предыдущих записей. На видеохостингах типа YouTube больше всего просмотров у следующих компощиций: Estremécete (кавер-версия «All Shook Up»), La Pachanga, Hasta La Vista Cocodrilo (кавер-версия «See You Later, Alligator»), Mujer Cabeza Dura (кавер-версия «Hard Headed Woman»), Al Compas Del Reloj (кавер-версия «Rock Around The Clock»), No Pidas Mas Perdón, Caminando En La Lluvia (кавер-версия «Walking In The Rain»), Maquino Landera, Como Engañan Las Mujeres, Nada Queda, Mamá Y Papá, Castigo Y Cariñitos, No Puede Ser, Mi Último Bolero, Rockabilidad, Tú No Mereces Más, Orgullo, No Seas Cruel (кавер-версия «Don’t Be Cruel»), Cantando Mis Tristezas (кавер-версия «Singing The Blues»), Que Siga La Fiesta, Basta Arturo, Happy Baby, Fruta Robada, Añorado Encuentro, La Puerta Verde (кавер-версия «Green Door»), Enamorada, No Dejes De Llamarme, Rock A Beatin' Boogie, Oye Nena Qué Pasó, Gracias A Dios, R.O.C.K., Qué Te Pasa Corazón, Amor De Niños (кавер-версия «Puppy Love»), La Chencha, Pecado Mortal, Chicho Postalita (кавер-версия «Charlie Was A Boxer») и Guajira Guantanamera.

### Альбомы
Всего официально было выпущено более 15 альбомов из которых можно выделить следующие
| Название проекта                       | Формат                     | Лейбл                 | номер в каталоге | Год издания |
| -------------------------------------- | -------------------------- | --------------------- | ---------------- | ----------- |
| Los Llopis En Lima                     | (LP, Album)                | Virrey                |                  | 1962        |
| Los Llopis                             | (LP, Album)                | Eco — Mexico          | 25094            | 1972        |
| Éxitos                                 | (LP, Album, Stereo)        | Zafiro, S.A. — Spain  | LPZ 7031         | 1982        |
| Los Llopis                             | (LP, Album)                | Zafiro — Spain        | SV — 113         | 1984        |
| Los Llopis                             | (LP, Album)                | Zafiro — Spain        | zl 58            | Неизвестно  |
| Los Llopis                             | (LP, Album)                | Mag — Peru            | LPE — 2128       | Неизвестно  |
| La Puerta Verde/Estremecete            | (Cassette)                 | PERFIL                |                  | 1992        |
| Los Llopis                             | (CD, Album, Remastered)    | Calle Mayor           |                  | 2017        |
| Los Llopis Con Anardy Lopez — La Gorda | (LP)                       | Colonia Records       |                  | Неизвестно  |
| Vuelven                                | (7", 33 ⅓ RPM, Mini-Album) | Virrey                |                  | Неизвестно  |
| NO PIDAS MAS PERDON                    | (LP)                       | Nuria Records         |                  | Неизвестно  |
| Los Llopis                             | (LP, Album)                | Peerless              |                  | Неизвестно  |
| Estremecete                            | (LP, Album)                | Sonolux               |                  | Неизвестно  |
| Que Siga La Fiesta!                    | (LP, Album)                | Discos Peerless, S.A. |                  | Неизвестно  |
| Ritmos De Juventud                     | (LP, Album)                | Virrey                |                  | Неизвестно  |

### Синглы (выборочно)
Официально было записано более 50 синглов и EP, среди которых можно выделить
| Название проекта                                                 | Формат                       | Лейбл              | Год издания |
| ---------------------------------------------------------------- | ---------------------------- | ------------------ | ----------- |
| Hermanos Llopis                                                  | (7", 45 RPM, EP)             | Peerless, Peerless | 1958        |
| La Puerta Verde / Añorado Encuentro                              | (7", 45 RPM, Single)         | Peerless           | 1959        |
| Éxitos De Los Llopis                                             | (7", EP, 45 RPM)             | Zafiro             | 1960        |
| Estremécete                                                      | (7", 45 RPM, EP)             | Zafiro — Spain     | 1960        |
| La Puerta Verde                                                  | (7", 45 RPM, EP)             | Zafiro             | 1960        |
| La Pachanga                                                      | (7", 45 RPM)                 | Peerless           | 1960        |
| Al Compás Del Reloj / Amor De Niños                              | (7", 45 RPM, Single)         | Peerless           | 1960        |
| Hasta La Vista, Cocodrilo / Quito A Poquito                      | (7", 45 RPM, Single)         | Peerless           | 1960        |
| Siluetas / Melodia De Amor                                       | (7", 45 RPM, Mono)           | Odeon              | 1961        |
| Basta, Arturo                                                    | (7", 45 RPM, EP)             | Polydor            | 1961        |
| Al Compas Del Reloj                                              | (7", 45 RPM)                 | Peerless           | 1962        |
| Vol.3                                                            | (7", 45 RPM, EP)             | Polydor            | 1962        |
| Los Hermanos Pinzones                                            | (7", 45 RPM, Single)         | Virrey             | 1963        |
| Por Culpa Del Bossa Nova                                         | (7", 45 RPM, Single)         | Virrey             | 1963        |
| Que Siga La Fiest / Oye Nena, Qué Pasó                           | (7", 45 RPM, Single)         | Peerless           | 1963        |
| La Pollera Colora                                                | (7", 45 RPM, Single)         | Orfeon             | 1965        |
| Maquino Landera                                                  | (7", 45 RPM, EP, Stereo)     | Peerless — Mexico  | 1967        |
| Quiero Amanecer / La Pollera Colora                              | (7", 45 RPM, Single)         | Virrey — Peru      | 1969        |
| No Pidas Mas Perdon / Tu No Mereces Mas                          | (7", 45 RPM, EP)             | Peerless           | 1972        |
| Los Llopis / Kerouacs — Paseando Bajo La Lluvia / Wight Is Wight | (7", 45 RPM, Promo)          | Zafiro             | 1986        |
| El Madrugador                                                    | (7", 45 RPM, Single, Mono)   | Virrey             | Неизвестно  |
| Quiero Amanecer                                                  | (7", 45 RPM, Mono)           | Virrey             | Неизвестно  |
| El Tiburon / El Descubrimiento De America                        | (7", 45 RPM)                 | Nuria Records      | Неизвестно  |
| Mulata Sabrosa / Unica                                           | (7", 45 RPM)                 | Virrey             | Неизвестно  |
| Maria Chuchena / El Chivo De La Campana                          | (7", 45 RPM, Single)         | Discos Meca        | Неизвестно  |
| La Gorda / Guajira Guantanamera                                  | (7", 45 RPM, Single)         | Artelec            | Неизвестно  |
| El Tiburon / Mulata Sabrosa                                      | (7", 45 RPM, Single)         | Artelec            | Неизвестно  |
| Te Quiero A Ti / Busco Un Corazon                                | (7", 45 RPM, Single)         | Peerless           | Неизвестно  |
| Los Llopis Ep                                                    | (7", 45 RPM, EP)             | ANTAR              | Неизвестно  |
| Rockabilidad                                                     | (7", 45 RPM, EP)             | ANTAR              | Неизвестно  |
| Rockabilidad / Happy Baby                                        | (7", 45 RPM)                 | Peerless           | Неизвестно  |
| Futbolista… La Bola                                              | (7", 45 RPM, Single, Mono)   | Virrey             | Неизвестно  |
| Es Un Balazo / Guajira Guantanamera                              | (7", Single)                 | Virrey             | Неизвестно  |
| Bala Perdida                                                     | (7")                         | Virrey             | Неизвестно  |
| Mulata Sabrosa                                                   | (7", 45 RPM, Single)         | Nuria Records      | Неизвестно  |
| Los Llopis                                                       | (7", 45 RPM, EP)             | Virrey             | Неизвестно  |
| Castigo Y Cariñitos / No Dejes De Llamarme                       | (7", 45 RPM, Single)         | Peerless           | Неизвестно  |
| Dice Que Me Quiere                                               | (7")                         | Virrey             | Неизвестно  |
| Chiquita / Veinte Años                                           | (7", 45 RPM)                 | Discos Meca        | Неизвестно  |
| La Que Se Fue / Los Autos Y Los Hombres                          | (7", 45 RPM)                 | Discos Meca        | Неизвестно  |
| No Seas Cruel                                                    | (7", 45 RPM, EP)             | Peerless           | Неизвестно  |
| Mecete Al Compás Del Boogie / Hasta La Vista Cocodrilo           | (Shellac, 10", 78 RPM)       | Discos Curro       | Неизвестно  |
| Maquino Landera / Nada Queda                                     | (Shellac, 10", 78 RPM)       | Peerless           | Неизвестно  |
| La Guantanamera / Lamento Cubano                                 | (7", 45 RPM)                 | Nuria Records      | Неизвестно  |
| Basta Arturo                                                     | (7", 45 RPM, Single)         | Peerless           | Неизвестно  |
| Cantando Mis Tristezas                                           | (7", 45 RPM, Single)         | Peerless           | Неизвестно  |
| Pecado Mortal / Chino li Wong                                    | (7", 45 RPM, Single, Stereo) | Peerless           | Неизвестно  |
| Quiero Amanecer / Mulata Sabrosa                                 | (7", 45 RPM, Single)         | Nuria Records      | Неизвестно  |
| Dice Que Me Quiere                                               | (7")                         | Kubaney            | Неизвестно  |

### Сборники и компиляции (выборочно)
| Название проекта | Формат                        | Лейбл                               | Номер в каталоге | Год издания |
| --- | ----------------------------- | ----------------------------------- | ---------------- | ----------- |
| Los Llopis | (LP, Compilation)             | Zafiro — Spain                      | ZV — 773         | 1974        |
| Los Llopis: Torres•Vega•Llopis                                                                                       | (3×LP, Compilation)           | Peerless — Mexico                   | AP-105           | 1977        |
| Los Llopis | (LP, Compilation)             | Caudal — Spain                      | CAU-548          | 1978        |
| Los Llopis | (LP, Compilation)             | Puzzle — Spain                      | MPL-142          | 1981        |
| Lo Mejor De… | (LP, Compilation, Promo)      | Virrey — Peru                       | Y-VIR 0001242.8  | 1984        |
| Historia De La Musica Pop Española Nº203                                                                             | (LP, Album, Compilation)      | Alligator Records                   |                  | 1985        |
| BiDisco / 32 Éxitos                                                                                                  | (2×LP, Compilation)           | Peerless — Mexico                   | ADP-555-5        | 1986        |
| Lo Mejor De Los Llopis                                                                                               | (CD, Compilation)             | Zafiro, Ediciones Del Prado — Spain | IBER-EP-36       | 1991        |
| Los Llopis, The Rocking Boys — Los Llopis / The Rocking Boys                                                         | (CD, Compilation)             | La Música De Tu Vida                |                  | 1992        |
| Los Llopis, The Rocking Boys — Los Llopis / The Rocking Boys                                                         | (CD, Compilation)             | La Música De Tu Vida                |                  | 1992        |
| Todos Sus Éxitos En España (1960—1962)                                                                               | (2×CD, Compilation)           | Rama Lama Music                     |                  | 2001        |
| Éxitos De Los Llopis                                                                                                 | (CD, Compilation, Remastered) | Efen Records — Spain                | EFE13154         | 2011        |
| Los Llopis, Los Pájaros Locos, Los Gatos Negros — Leyendas Del Pop                                                   | (CD, Compilation)             | Brisa S.L.                          |                  | 2016        |
| Exitos De Los Llopis                                                                                                 | (LP, Compilation)             | Eco                                 |                  | Неизвестно  |
| Orlando Contreras — Los Llopis — Hector Cabrera — Mirla Castellanos — Luis Bravo — New York — Puerto Rico Hit Parade | (LP, Compilation)             | Kristal                             |                  | Неизвестно  |